# بيتر كيلي (سياسي)
بيتر كيلي (بالإنجليزية: Peter Kelly)‏ هو سياسي أيرلندي، ولد في 17 أغسطس 1944 في جمهورية أيرلندا، وتوفي في 2 يناير 2019. حزبياً، نشط في فيانا فايل. في الانتخابات العمومية الإيرلندية 2002 ‏، انتخب نائب دييل عن دائرة لونغفورد روسكومون ‏ وقد انضم خلال فترته النيابية ‏ (6 يونيو 2002 – 26 أبريل 2007) للكتلة البرلمانية فيانا فايل وفي الانتخابات العمومية الأيرلندية 2007 ‏، انتخب نائب دييل عن دائرة لونغفورد وستميث ‏ وقد انضم خلال فترته النيابية ‏ (14 يونيو 2007 – 1 فبراير 2011) للكتلة البرلمانية فيانا فايل.